# 茨城県道343号木崎雨引線
茨城県道343号木崎雨引線（いばらきけんどう343ごう きさきあまびきせん）は、茨城県桜川市内を通る県道である。

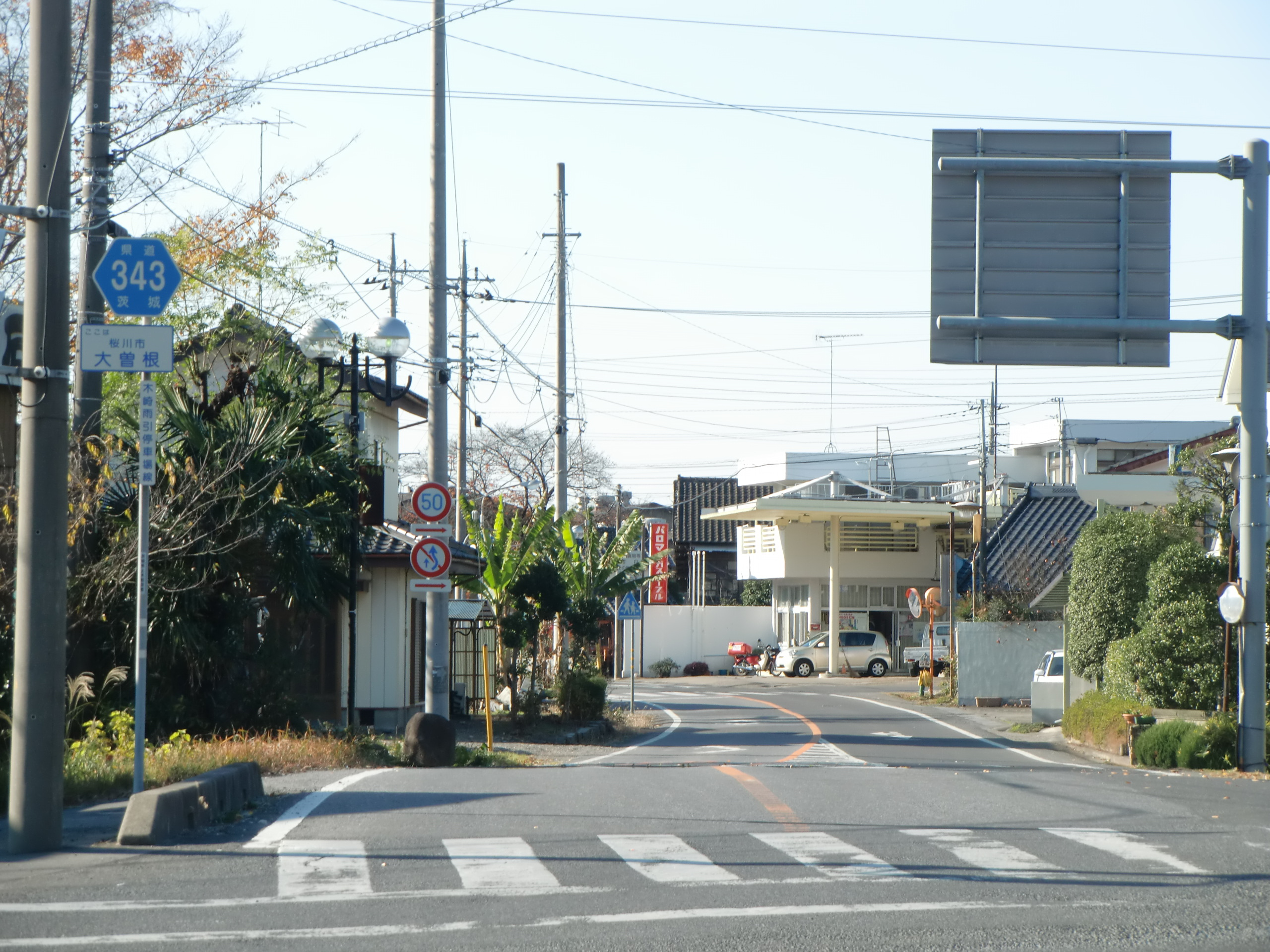
起点・桜川市大曽根（2010年11月）

## 概要
桜川市大国玉、大国小学校前の茨城県道148号東山田岩瀬線より分岐して東方向へ向かい、桜川市役所前を通り茨城県道41号つくば益子線・大曽根交差点に至る東西約3.3キロメートル (km) の路線。かつては筑波鉄道 雨引駅へ接続のための木崎雨引停車場線とよばれる路線であったが、1987年（昭和62年）3月に筑波鉄道廃線と共に雨引駅も廃止、現在は鉄道駅接続道路としての機能は喪失している。路線名の「木崎」は字名、「雨引」は、旧・雨引駅周辺の地区名が由来となっている。

### 路線データ
- 起点：桜川市大字大国玉字木崎632番6（茨城県道148号東山田岩瀬線交点）[1]
- 終点：桜川市大字大曽根字深町647番4（茨城県道41号つくば益子線交点＝大曽根交差点）[1]
- 総延長：3.320 km[2]
- 重用延長：0.193 km[2]
- 未供用延長：なし[2]
- 実延長：3.127 km[2]
- 自動車交通不能区間延長[注釈 1]：なし[2]

## 歴史
- 1918年（大正7年）9月7日：雨引駅が開業する。
- 1923年（大正12年）4月1日：木崎雨引停車場線の前身である雨引停車場本木線が路線認定される[3]。
- 1934年（昭和9年）8月28日：同じく雨引新治停車場線が路線認定される[4]。
- 1959年（昭和34年）10月14日：雨引停車場本木線、雨引新治停車場線が合わさり、現在の路線の前身である木崎雨引停車場線（真壁郡大和村大字木崎の県道東山田岩瀬線分岐から真壁郡大和村大字本木の雨引停車場まで、図面対照番号125）が路線認定される[5]。
- 1971年（昭和46年）1月28日：真壁郡大和村大字羽田 - 同村大字大曽根の現道（1.69 km）を拡幅改良供用開始[6]。
- 1987年（昭和62年）4月1日：雨引駅が廃止される。
- 1993年（平成5年）3月18日：道路拡張の為、羽田橋を架け替え開通する[7]。
- 1995年（平成7年）3月30日：整理番号184から現在の番号（整理番号343）に変更される[8]。
- 2005年（平成17年）9月15日
  - 木崎雨引停車場線から終点位置を変更し、現在の木崎雨引線へ路線変更される[9]。
  - 道路の区域は、真壁郡大和村大字大国玉から同郡同村大字大曽根（延長2.882km）に決定される[1]。

## 路線状況
道路法の規定に基づき、桜川市大国玉（一般県道山田岩瀬線交差） - 同市大曽根（大曽根交差点）間は、緊急輸送道路として機能を維持するため、災害発生時の被害拡大防止を目的に道路用地内に電柱を建てることが制限されている。

### 道路施設
- 羽田橋（桜川、桜川市羽田 - 大国玉）
- 本木橋（谷部沢川、桜川市本木）

## 地理

### 通過する自治体
- 桜川市

### 接続する道路
- 茨城県道148号東山田岩瀬線
- 茨城県道505号桜川土浦潮来自転車道線
- 茨城県道・栃木県道41号つくば益子線

### 沿線
- 桜川市立大和中学校（桜川市羽田）
- 桜川市役所（桜川市羽田）